# 遼史紀事本末
《遼史紀事本末》，清李有棠撰，40卷。光緒十九年（1893年）與《金史紀事本末》52卷同時初刻，後經不斷修訂，引用書目達710種，事無巨細皆詳加考辨，仿裴松之及胡三省之法，〈考異〉以小字夾注正文之中，又崇尚轉述，故小字過半。
光緒二十九年（1903年）由江西學政吳士鑒上奏朝廷，稱「紀述淹賅，考定完密」，為「乙部中不朽之作」。1980年中華書局有點校本出版。
清人譚宗浚亦著有《遼史紀事本末》，稿成未刊，今存16篇，匯為《遼史紀事本末諸論》。